# Rex Cox
Rex Cox, född 20 februari 1911 i Illinois, död 28 juli 1990 i Illinois, var en amerikansk animatör och manusförfattare.

## Biografi
Cox jobbade som animatör på Walt Disney Animation Studios på 1940-talet, och fick under sin tid beröm i pressen för sina animationer, som också ansåg att han var en av de bästa animatörerna i landet.
Cox var gift och hade tre barn. Han avled 1990 och är begravd i Bellair Cemetery.

## Filmografi (i urval)
- 1939 – The Standard Parade[5]
- 1939 – Kalle Anka som autografjägare[6]
- 1940 – Musse Pigg har ångan uppe[6]
- 1940 – Kalle Anka som klisterprins[6]
- 1940 – Kalle Ankas frieri[7]
- 1940 – Kalle Anka som fönsterputsare[6]
- 1941 – Jan Långben lär sig boxas[6]
- 1941 – Kalle Anka på äggjakt[8]
- 1944 – Jan Långben som halvback[8]
- 1946 – Pluto på hal spis[6]